# Microcentrum rhombifolium
Microcentrum rhombifolium is een rechtvleugelig insect uit de familie sabelsprinkhanen (Tettigoniidae). De wetenschappelijke naam van deze soort is voor het eerst geldig gepubliceerd in 1859 door Saussure.